# Jeugny
Jeugny est une commune française, située dans le département de l'Aube en région Grand Est.

## Géographie
| Crésantignes     |        | Machy               |
| Fays-la-Chapelle | Jeugny | Maupas              |
| Saint-Phal       |        | Les Loges-Margueron |

La rivière la Mogne est le principal cours d'eau qui traverse la commune.

### Toponymie
Au cadastre de 1828 apparaissent les noms de lieux-dits et hameaux comme : Bas-des-Cordons, Baudin, Bouillon, Cortin-d'Auxerre, le Couvent, la Creuse, la Croix-Boulanger, le Crotillot, Embranchoir, Hayer de Jeugny, Métairie, Motte-de-Puiseaux, Motte-Flois, Motte-Quartier, Puiseaux, Moulin-des-Herbes, les Places, Pont-des-MArs, bois de Saint-Phal, Tuilerie, les Usages, les Vendues, Villeneuve, Villepart.
Motte de Puiseaux est un ancien  fief dépendant de Souleaux (Saint-Pouange) cité comme appartenant à Antoine Menisson également seigneur de Saint-Phal et écuyer du prince de Condé.
Juviniacus le plus ancien nom connu date de 877. Il puise son origine dans le gentilice romain Juvenius.
Jeugny est aussi cité comme Jeugny-la-Crotte. La Crotte" étant un hameau de la commune déjà cité en 1432.

### Hydrographie
La commune est dans la région hydrographique « la Seine de sa source au confluent de l'Oise (exclu) » au sein du bassin Seine-Normandie. Elle est drainée par la Mogne, le canal 01 de la Forêt Domaniale d'Aumont, le canal 02 de la Forêt Domaniale d'Aumont et le canal 01 de la commune de Jeugny,.
La Mogne, d'une longueur de 17 km, prend sa source dans la commune de Crésantignes et se jette  dans l'Hozain à Isle-Aumont, après avoir traversé 13 communes.

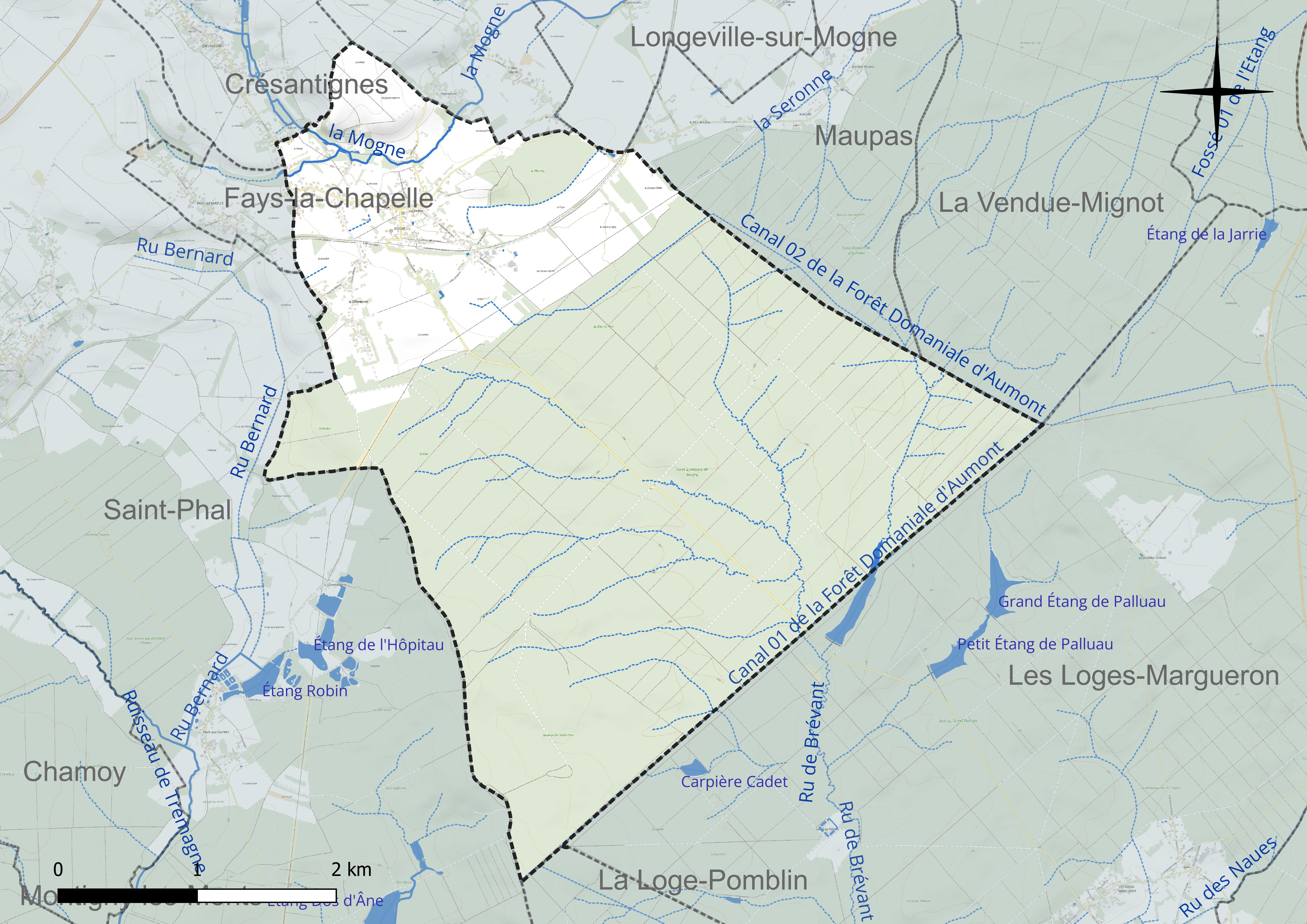
Réseau hydrographique de Jeugny.

Un plan d'eau complète le réseau hydrographique : l'étang de l'Embranchoir, d'une superficie totale de 5,8 ha (0,8 ha sur la commune),.

### Climat
Pour des articles plus généraux, voir Climat du Grand Est et Climat de l'Aube.
En 2010, le climat de la commune est de type climat océanique dégradé des plaines du Centre et du Nord, selon une étude du Centre national de la recherche scientifique s'appuyant sur une série de données couvrant la période 1971-2000. En 2020, Météo-France publie une typologie des climats de la France métropolitaine dans laquelle la commune est exposée à un climat océanique altéré et est dans la région climatique Lorraine, plateau de Langres, Morvan, caractérisée par un hiver rude (1,5 °C), des vents modérés et des brouillards fréquents en automne et hiver.
Pour la période 1971-2000, la température annuelle moyenne est de 10,5 °C, avec une amplitude thermique annuelle de 15,9 °C. Le cumul annuel moyen de précipitations est de 743 mm, avec 11,7 jours de précipitations en janvier et 8,1 jours en juillet. Pour la période 1991-2020, la température moyenne annuelle observée sur la station météorologique de Météo-France la plus proche, « Saint-Pouange », sur la commune de Saint-Pouange à 11 km à vol d'oiseau, est de 11,5 °C et le cumul annuel moyen de précipitations est de 707,5 mm. 
La température maximale relevée sur cette station est de 42,2 °C, atteinte le 24 juillet 2019 ; la température minimale est de −21 °C, atteinte le 9 janvier 1985,,.
Les paramètres climatiques de la commune ont été estimés pour le milieu du siècle (2041-2070) selon différents scénarios d'émission de gaz à effet de serre à partir des nouvelles projections climatiques de référence DRIAS-2020. Ils sont consultables sur un site dédié publié par Météo-France en novembre 2022.

## Urbanisme

### Typologie
Au 1er janvier 2024, Jeugny est catégorisée commune rurale à habitat dispersé, selon la nouvelle grille communale de densité à 7 niveaux définie par l'Insee en 2022.
Elle est située hors unité urbaine. Par ailleurs la commune fait partie de l'aire d'attraction de Troyes, dont elle est une commune de la couronne,. Cette aire, qui regroupe 209 communes, est catégorisée dans les aires de 200 000 à moins de 700 000 habitants,.

### Occupation des sols
L'occupation des sols de la commune, telle qu'elle ressort de la base de données européenne d’occupation biophysique des sols Corine Land Cover (CLC), est marquée par l'importance des forêts et milieux semi-naturels (77,1 % en 2018), une proportion identique à celle de 1990 (77,1 %). La répartition détaillée en 2018 est la suivante : 
forêts (77 %), terres arables (8,5 %), zones agricoles hétérogènes (5,9 %), prairies (5,7 %), zones urbanisées (2,9 %), milieux à végétation arbustive et/ou herbacée (0,1 %). L'évolution de l’occupation des sols de la commune et de ses infrastructures peut être observée sur les différentes représentations cartographiques du territoire : la carte de Cassini (XVIIIe siècle), la carte d'état-major (1820-1866) et les cartes ou photos aériennes de l'IGN pour la période actuelle (1950 à aujourd'hui).

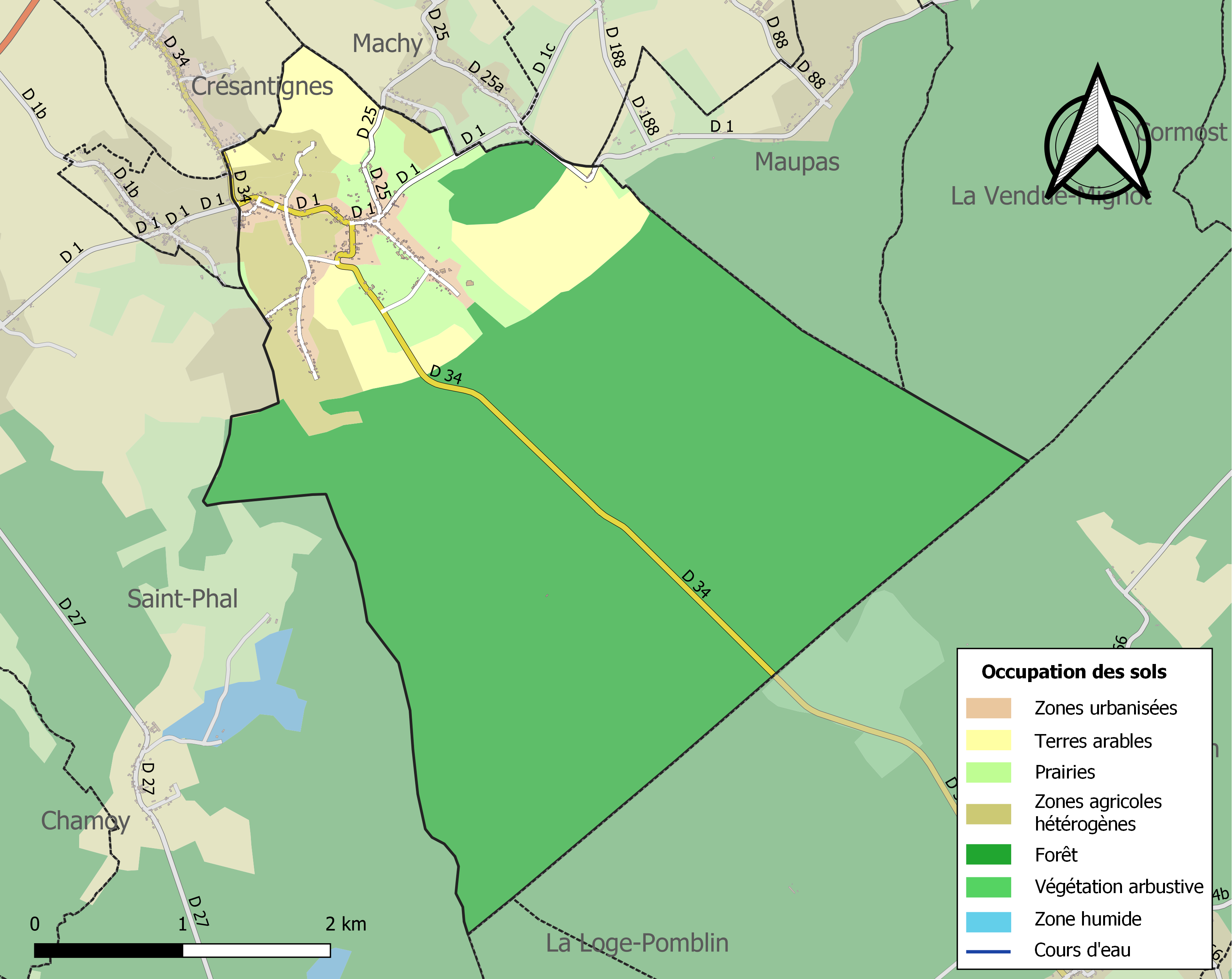
Carte des infrastructures et de l'occupation des sols de la commune en 2018 (CLC).

## Histoire, vie et activités du passé
Connu en 877, le plus ancien seigneur connu du village est Hugue et sa femme Wilde. Ils avaient fait un don de serfs à l'abbaye de Montiéramey en 927. La seigneurie est passée à l'abbaye de Montier-la-Celle en 1232. Elle gardait cette seigneurie jusqu'à la disparition de l'abbaye, ces biens passant à l'évêque de Troyes. La seigneurie relevait de l'Isle.
Motte de Jeugny

Il existait au territoire un fief du nom de Motte-Quartier ou Motte-Jeugny qui relevait de Villebertin. Le premier seigneur connu est Pierre du Mesnil entre 1368 et 1385 comme seigneur de la Motte-Flois et maison motte de Jugny[2], le dernier connu étant Gui du Mesnil en 1632.
En 1789, Jeugny dépendait de l'intendance et de la généralité de Châlons, de l'élection et du bailliage de Troyes, du bailliage ducal d'Aumont.
Du début du XXe siècle jusqu'au milieu des Trente Glorieuses, Jeugny était un pôle d'activité. Il y avait entre autres, une épicerie-café face à la grand-place.
Une boucherie située place de l'Église en face du monument aux morts. Avant d'être à cet endroit elle était située à l'actuel  no 1 de la rue Raymond-Maitrot, derrière l'église. Dans cette boucherie, on abattait sur place dans la grange en face la maison d'habitation actuelle. Le magasin se trouvait dans la partie gauche de celle-ci.
A la place de l'actuelle salle polyvalente se sont trouvés successivement : Les ateliers Duringer, charron, fabricant de roues en bois pour charrettes et chariots et une MJC (fin des années 70).
Un bureau de poste; PTT se trouvait à côté de la salle polyvalente.
Il y avait aussi un café de la Gare. En 1976, la vieille salle de spectacle située en arrière-cour de ce café s'était même transformée en dancing le temps d'une saison sous le nom « Le King-kong » en référence au film sorti la même année. Un panneau provenant sans doute d'une salle de cinéma troyenne représentant l'animal et haut de quelques mètres était d'ailleurs apposé au fronton.
Un médecin a exercé jusqu'au début des années 1980 rue Raymond-Maitrot.
Avant et après la Grande Guerre, il y avait aussi une poissonnière ambulante, un rémouleur, et un cordonnier.
Jusqu'à la fin des années 1970, Jeugny accueillait une grande fête foraine. Elle se déroulait le week-end après le dimanche suivant la fête du muguet du 1er mai de Chaource, elle aussi disparue. Pour la fête du muguet de Chaource, les communes alentour, dont Jeugny, fabriquaient un char fleuri de roses en crépons. Ainsi, pas moins de 20 chars et fanfares défilaient à Chaource. Jeugny y faisait défiler son propre char fabriqué par les « jeunes » dans ce qui est aujourd’hui la salle polyvalente. Le dernier fut un gigantesque cerf haut d'environ 3 ou 4 mètres. Jeugny accueillait aussi à son tour une grande partie des chars et autres fanfares et majorettes ayant défilé à Chaource. La fête foraine s'étendait de la gare à l'église. Derrière l'église, une rotonde Tardy s'installait pour les bals des samedi soir et dimanche après-midi. Devant l'église, il y avait multitude de stands de tirs, loterie, etc. Sur la grand-place, un manège d'auto-tamponneuses. De la grand-place en remontant vers la gare se trouvaient également des manèges. Tous ces métiers forains étaient en général ceux qui avaient participé à la fête de Chaource. Sur un podium installé devant la gare, des spectacles et autres exhibitions se produisaient comme des combats de catch.

## Politique et administration
| Période    | Période  | Identité                                   | Étiquette | Qualité                                        |
| ---------- | -------- | ------------------------------------------ | --------- | ---------------------------------------------- |
| 1790       | 1791     | Claude-François Bernier                    | ...       | 1er Maire                                      |
| avant 1988 | ?        | Daniel Lecossois                           |           |                                                |
| 2014       | En cours | Marc Girard Réélu pour le mandat 2020-2026 | DVD       | Retraité Fonction Publique ( sauf enseignant ) |

## Démographie
L'évolution du nombre d'habitants est connue à travers les recensements de la population effectués dans la commune depuis 1793. Pour les communes de moins de 10 000 habitants, une enquête de recensement portant sur toute la population est réalisée tous les cinq ans, les populations de référence des années intermédiaires étant quant à elles estimées par interpolation ou extrapolation. Pour la commune, le premier recensement exhaustif entrant dans le cadre du nouveau dispositif a été réalisé en 2004.

En 2022, la commune comptait 462 habitants, en évolution de −7,41 % par rapport à 2016 (Aube : +0,7 %, France hors Mayotte : +2,11 %).
| 1793 | 1800 | 1806 | 1821 | 1831 | 1836 | 1841 | 1846 | 1851 |
| ---- | ---- | ---- | ---- | ---- | ---- | ---- | ---- | ---- |
| 522  | 553  | 510  | 471  | 497  | 485  | 472  | 480  | 506  |

| 1856 | 1861 | 1866 | 1872 | 1876 | 1881 | 1886 | 1891 | 1896 |
| ---- | ---- | ---- | ---- | ---- | ---- | ---- | ---- | ---- |
| 472  | 445  | 441  | 400  | 412  | 389  | 403  | 390  | 428  |

| 1901 | 1906 | 1911 | 1921 | 1926 | 1931 | 1936 | 1946 | 1954 |
| ---- | ---- | ---- | ---- | ---- | ---- | ---- | ---- | ---- |
| 418  | 448  | 400  | 407  | 384  | 354  | 339  | 346  | 318  |

| 1962 | 1968 | 1975 | 1982 | 1990 | 1999 | 2004 | 2006 | 2009 |
| ---- | ---- | ---- | ---- | ---- | ---- | ---- | ---- | ---- |
| 315  | 324  | 261  | 325  | 368  | 387  | 439  | 446  | 454  |

| 2014 | 2019 | 2022 | - | - | - | - | - | - |
| ---- | ---- | ---- | - | - | - | - | - | - |
| 491  | 472  | 462  | - | - | - | - | - | - |

## Lieux et monuments
Jeugny possède un tunnel construit en 1885 situé à l'ouest de la gare à environ 500 mètres en direction du hameau de la Villeneuve. Il passe sous l'impasse des Quatre-Vents (accessible depuis la D 1). Une partie de celui-ci se trouve sur la commune de Fays-la-Chapelle. Pour s'y rendre directement, il faut emprunter l'ancienne voie de chemin de fer encore existante. La végétation dense en interdit désormais l'accès.
En 2019, L'association de sauvegarde de la ligne 26 (l'ASL 26) a commencé le nettoyage de la ligne 26 Troyes - St-Florentin afin d'y faire circuler un jour des Rosalies (vélo-rail). La portion situé sur la commune et le tunnel ont déjà été défrichés.
Une scène du film Notre histoire de Bertrand Blier y fut tournée en 1984.
La gare SNCF n'est plus en service depuis  la fermeture de la ligne Troyes-La Roche-Migennes en 1996. Tout comme le bâtiment du passage à niveau situé en haut de la rue Raymond-Maitrot, le bâtiment principal de la gare a été vendu par la SNCF et est maintenant une habitation privée.
Rue de la Gare se trouve également la vieille cheminée d'une machine à vapeur qui alimentait en électricité une scierie. La vie à Jeugny (école - alerte incendie - ouverture et fermeture des bureaux de vote, embauche et débauche des ouvriers, etc.) était réglée sur le sifflet de cette cheminée. Elle est aussi le dernier témoignage des grandes heures de la vie industrielle de Jeugny.
Rue Raymond-Maitrot, juste après le groupe scolaire se trouvait la « maison mauve » qui était en fait l'habitation et l'administration de l'usine de mécanique générale située juste à côté.
L'église Saint-Barthélémy de Jeugny faisait partie de la paroisse de Saint-Phal et ne possédait qu'une chapelle. Le 26 mars 1840, un édit royal l'érige en église comme succursale de celle de Saint-Phal. Elle accueille parfois une messe, environ tous les mois. L'église actuelle fut bâtie entre 1846 et 1850 par l'architecte Gauthier comme celle de Saint-Jean-de-Bonneval et fut dotée d'un nouveau clocher en 2010.
Un lavoir à balancier a été construit à cheval sur la rivière Mogne. L'armature métallique de son plancher est suspendue à des chaînes enroulées à des poulies. Des roues crantées actionnées par des manivelles situées à l'extérieur du bâtiment les faisaient tourner. Ceci permettait aux lavandières de rehausser ou d'abaisser le plancher fendu d'une longue trémie centrale pour le maintenir à fleur d'eau quel qu’en soit le niveau. Au milieu des années 1970, des femmes lavaient encore leur linge dans ce lavoir. Chacune apportait un coussin qui, posé dans le fond d'un triolo en bois, protégeait et soulageait les genoux mis à rude épreuve pendant ces heures de lavage.
En bas de la rue du Moulin sur la Mogne se trouvait un moulin à aubes.
Le long de la Mogne se trouvait un petit sentier, la légende veut que Jeanne d'Arc y serait passée à cheval.